# 李守信 (1892年)

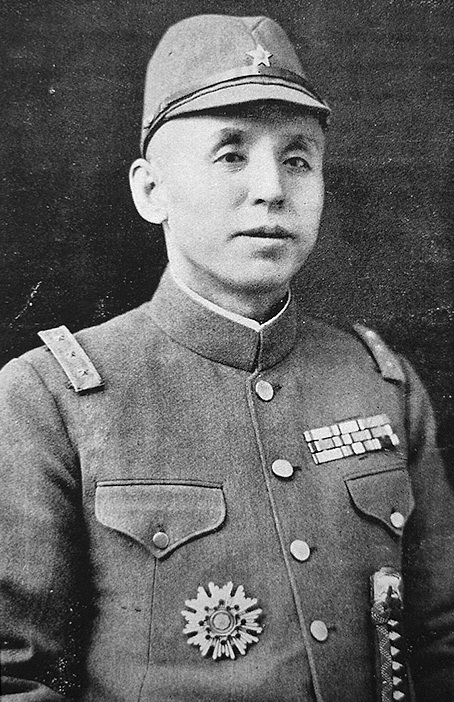
李守信身着“蒙古军”的日式军服

李守信（1892年7月11日—1970年5月） 旧名李義，字子忠，蒙古族，清末卓索图盟土默特右翼旗（今辽宁朝阳、阜新）人。中華民國大陸時期的蒙疆联合自治政府主要领导人之一。

## 早年經歷
李守信出生在一个小地主家庭，其祖上为山东汉人，後迁入热河蒙地並蒙古化，因此也被称为“随蒙古”。1919年，他加入熱河特别区的直系軍队，归属张连同率领的热河游击马队，因軍功顺利升迁，1922年随部队投向奉系军阀张作霖，历任东北骑兵第九旅连长、营长，1928年东北易帜后任東北軍騎兵第十七旅（崔兴武任旅长）第三十四团团長，驻哲里木盟（今内蒙古自治区通辽市、辽宁省北部和吉林省西部一带）开鲁县，1930年前後在张学良指挥下参加镇压嘎达梅林起义，1931年九一八事变后曾率军抵抗日军进攻。

## 中年經歷
1933年，李守信率部同日軍交战，击落日軍飞機1架，此后同日本方面交涉获得日军武器与资金援助。2月21日，日军进犯开鲁，東北軍騎兵第十七旅旅长崔兴武逃跑，代旅长李守信率部投降日本，其所在的东北军第十七旅被改编为“兴安西警备军”。李守信先后任“热河游击司令”、“察东警备军司令”等职。5月，日本关东军派遣滿洲國軍刘桂堂部七八千人、张海鹏部一千八百人、李守信部六千五百人，共约一万六千多人向察哈爾進攻。5月26日，冯玉祥、方振武、吉鸿昌等在張家口组织察哈尔民众抗日同盟军，冯玉祥任总司令。:2975月31日，黃郛遣代表熊斌與日方代表岡村寧次簽訂《塘沽協定》。:101在日军支持下，李守信进占察北重镇多伦，曾一度被冯玉祥、吉鸿昌收复。6月22日，察哈尔民众抗日同盟军收復康保县。:297一个月后，滿洲國軍反攻重占多伦。日军利用李守信军队，逐渐逼迫中国方面撤出察哈尔省长城以北地区。

### 参加蒙疆自治政府

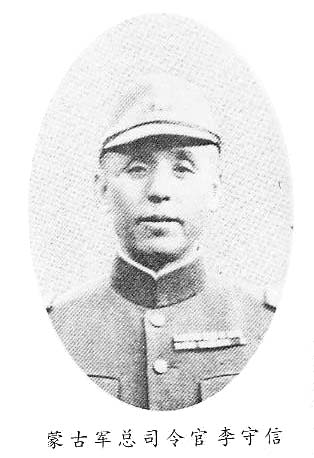
蒙疆政府官方照片中的李守信总司令

1936年2月，德穆楚克栋鲁普（德王）创设蒙古軍总司令部，李守信参与创设，任副总司令兼軍務部長。5月蒙古軍政府成立，他任参謀部長。后来他兼任軍政府总裁幇办及第1軍軍長。他利用日本的援助扩充蒙古軍。11月，德穆楚克栋鲁普和李守信率蒙古軍、王英率「大漢義軍」进攻綏遠，在傅作義、宋哲元反攻下失敗，被迫撤退（绥远抗战）。撤退後，蒙古軍总司令部設立，德穆楚克栋鲁普任总司令，李守信任副司令。
1937年10月，在日軍的援助下，蒙古聯盟自治政府成立。其后，李守信升任蒙古軍总司令。1938年7月，他当选蒙古聯盟自治政府副主席。1939年9月，蒙疆聯合自治政府成立，他继续任蒙古軍总司令。
1940年1月，他作为蒙疆聯合自治政府代表，在青島同汪精卫政权代表周佛海会談，就自治权进行交涉。結果，蒙疆方面承认了汪精卫的南京国民政府正統中央政府的地位，蒙疆聯合自治政府作为地方政权享有高度自治、使用成吉思汗紀元和蒙疆旗帜等方面的許可。1941年6月，蒙疆聯合自治政府对内改称为蒙古自治邦，他当选副主席。

### 第二次世界大战後

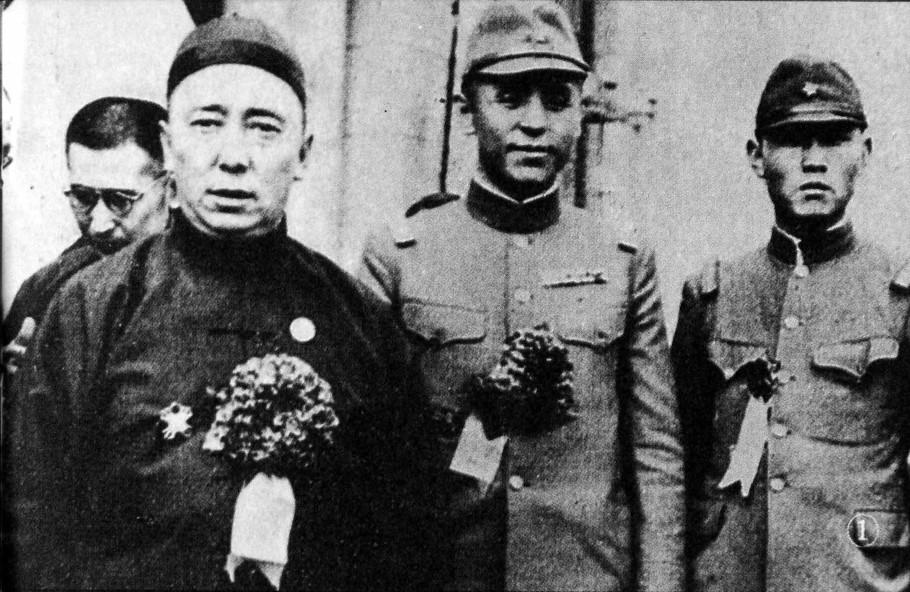
德王（左）、李守信（中）和日本軍官

1945年日本投降後蒙古军解散，李守信和德王因被进驻锡、察地区的苏军通缉，而与蒋介石交涉，被重庆国民政府任命为第十路軍总司令，戴笠的亲信马汉三命其回热河招揽旧部，防备中国共产党，他多次率部进攻中共解放区。1947年，所部被全歼于开鲁。1949年，中国国民党败局已定，李守信一度随国府逃亡台湾，其後在德穆楚克栋鲁普劝诱下返回内蒙古，赴阿拉善旗，参与德王发起的“西蒙自治运动”。同年8月，蒙古自治政府成立，他任政務委員兼保安委員会副委員長，该政府很快在中国人民解放軍的压力下覆灭，德王先行逃到蒙古人民共和国後发来电报，指示仍留在中蒙边界一带的李守信等人到乌兰巴托开会。李守信一行于12月中旬到达乌兰巴托，随即被捕。
1950年9月，德穆楚克栋鲁普和李守信被引渡至中华人民共和国。二人以“伪蒙疆政府战犯”身份受审，被判入狱进行劳动改造。

## 晚年及后事
1964年，李守信获特赦释放，获聘为内蒙古自治区文史馆馆员。李守信在劳改营中服刑、进行“思想改造”和“交代历史”时，写下自传，后以回忆录《李守信自述》的形式出版。1970年5月，李在呼和浩特病故。1971年清明节时其亲属把李的骨灰送回家乡，安葬在辽宁省北票市马友营蒙古族乡大庙村。而李守信的三个儿子李景凡、李景芳、李景元都一直留在台湾，两岸三通后曾联系其在中国大陆的亲属。